# Papua-Nowa Gwinea na Letnich Igrzyskach Paraolimpijskich 1984
Papuę-Nową Gwineę na Letnich Igrzyskach Paraolimpijskich w 1984 roku reprezentowało 4 zawodników w lekkoatletyce. Był to debiut tego kraju na letniej paraolimpiadzie.

## Wyniki zawodników

### Lekkoatletyka

#### Konkurencje biegowe

##### Mężczyźni
| Zawodnik                              | Konkurencja            | Eliminacje        | Eliminacje        | Ćwierćfinały | Ćwierćfinały | Półfinały | Półfinały | Finał | Finał   | Źródło |
| Zawodnik                              | Konkurencja            | Czas              | Pozycja           | Czas         | Pozycja      | Czas      | Pozycja   | Czas  | Pozycja | Źródło |
| ------------------------------------- | ---------------------- | ----------------- | ----------------- | ------------ | ------------ | --------- | --------- | ----- | ------- | ------ |
| B. Hipom                              | Bieg na 100 m (4)      | 24,93             | 6.                | NQ           | NQ           | NQ        | NQ        | NQ    | NQ      | [ 1 ]  |
| B. Dipon B. Hipom B. Kiaplili N. Wike | Sztafeta 4x100 m (2-5) | Niesklasyfikowani | Niesklasyfikowani | —            | —            | —         | —         | NQ    | NQ      | [ 2 ]  |

#### Konkurencje techniczne

##### Mężczyźni
| Zawodnik    | Konkurencja         | Eliminacje                     | Eliminacje                     | Finał   | Finał   | Źródło |
| Zawodnik    | Konkurencja         | Wynik                          | Pozycja                        | Wynik   | Pozycja | Źródło |
| ----------- | ------------------- | ------------------------------ | ------------------------------ | ------- | ------- | ------ |
| B. Kiaplili | Rzut dyskiem (1C)   | 11,62 m                        | 9.                             | NQ      | NQ      | [ 3 ]  |
| B. Kiaplili | Rzut oszczepem (1C) | 12,78 m                        | 4.                             | 12,82 m | 4.      | [ 4 ]  |
| B. Kiaplili | Pchnięcie kulą (1C) | 4,53 m                         | 9.                             | NQ      | NQ      | [ 5 ]  |
| N. Wike     | Rzut dyskiem (2)    | 18,82 m                        | 10.                            | NQ      | NQ      | [ 6 ]  |
| N. Wike     | Rzut oszczepem (2)  | 14,56 m                        | 10.                            | NQ      | NQ      | [ 7 ]  |
| N. Wike     | Pchnięcie kulą (2)  | 5,16 m                         | 10.                            | NQ      | NQ      | [ 8 ]  |
| B. Dipon    | Rzut dyskiem (3)    | 14,84 m                        | 9.                             | NQ      | NQ      | [ 9 ]  |
| B. Dipon    | Rzut oszczepem (3)  | 12,92 m                        | 11.                            | NQ      | NQ      | [ 10 ] |
| B. Dipon    | Pchnięcie kulą (3)  | 6,20 m                         | 9.                             | NQ      | NQ      | [ 11 ] |
| B. Hipom    | Rzut dyskiem (4)    | 17,98 m                        | 14.                            | NQ      | NQ      | [ 12 ] |
| B. Hipom    | Rzut oszczepem (4)  | Nie zaliczył żadnego podejścia | Nie zaliczył żadnego podejścia | NQ      | NQ      | [ 13 ] |
| B. Hipom    | Pchnięcie kulą (4)  | 4,89 m                         | 17.                            | NQ      | NQ      | [ 14 ] |

#### Wieloboje

##### Mężczyźni
| Zawodnik    | Konkurencja    | Finał    | Finał   | Źródło |
| Zawodnik    | Konkurencja    | Wynik    | Pozycja | Źródło |
| ----------- | -------------- | -------- | ------- | ------ |
| B. Kiaplili | Pięciobój (1C) | 1103 pkt | 9.      | [ 15 ] |
| N. Wike     | Pięciobój (2)  | 1488 pkt | 6.      | [ 16 ] |
| B. Dipon    | Pięciobój (3)  | 315 pkt  | 5.      | [ 17 ] |
| B. Hipom    | Pięciobój (4)  | 48 pkt   | 7.      | [ 18 ] |